# Anastasia Michajlovna van Rusland

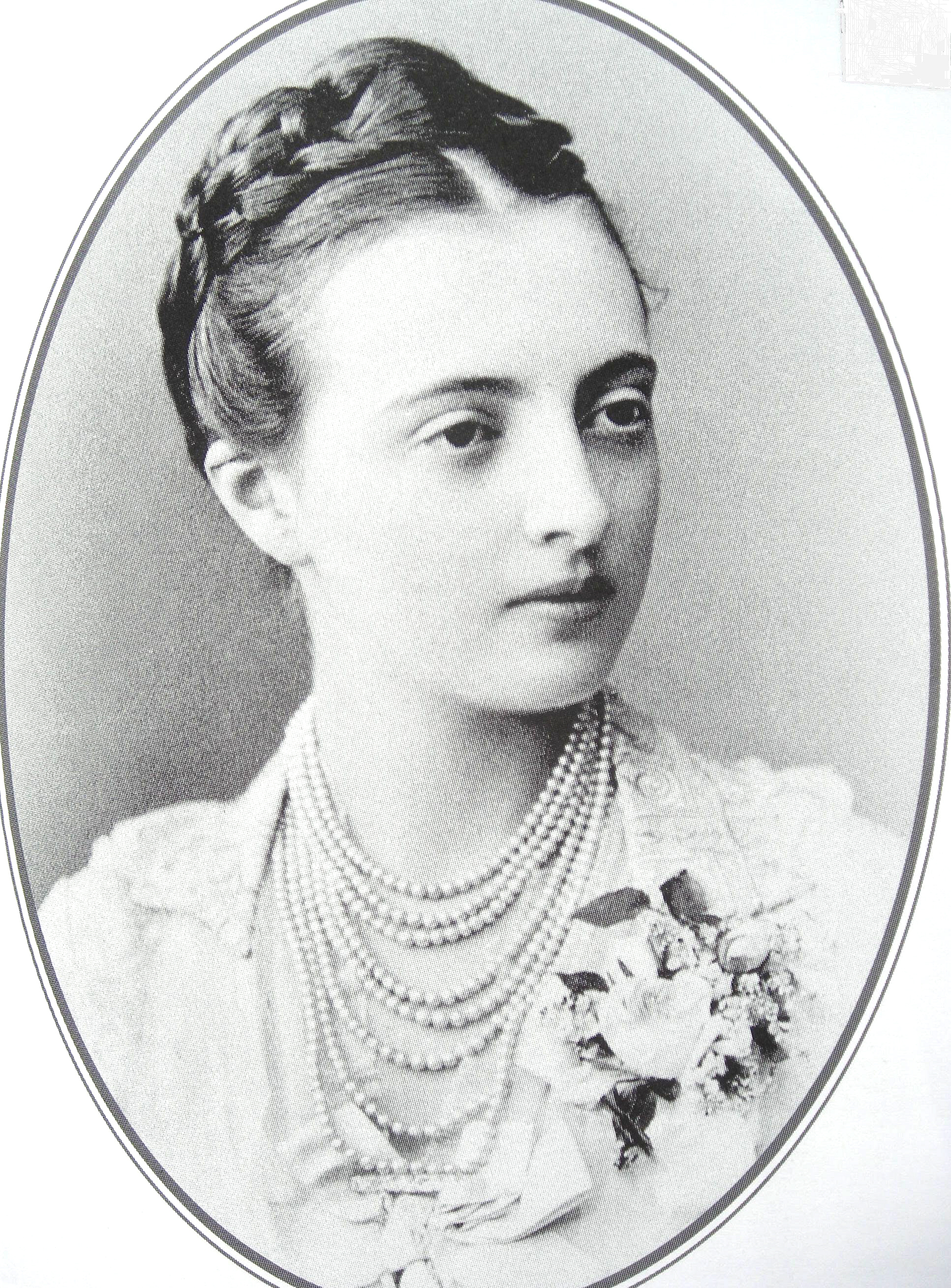
Grootvorstin Anastasia van Rusland, op jonge leeftijd.

Anastasia Michajlovna Romanova (Russisch: Анастасия Михайловна Рома́новa) (Peterhofpaleis, Sint-Petersburg, 28 juli 1860 — Èze, 11 maart 1922), grootvorstin van Rusland, was de oudste dochter en het tweede kind van grootvorst Michael Nikolajevitsj en diens echtgenote, grootvorstin Olga Fjodorovna. Haar vader was de jongste zoon van tsaar Nicolaas I van Rusland. Een van haar peetmoeders was haar oudtante, de Nederlandse koningin Anna Paulowna.
Grootvorstin Anastasia trad op 24 januari 1879 te Sint-Petersburg in het huwelijk met groothertog Frederik Frans III van Mecklenburg-Schwerin. Het huwelijk was zeer ongelukkig. Ondanks de homoseksuele geaardheid van haar man kregen ze drie kinderen:
- Alexandrine Augusta (24 december 1879 - 28 december 1952), zij trouwde met prins Christiaan van Denemarken, de latere koning Christiaan X. Hij was een zoon van koning Frederik VIII van Denemarken. Ze werd moeder van koning Frederik IX.
- Frederik Frans Michael (9 april 1882 – 17 november 1945), gehuwd met prinses Alexandra van Hannover-Cumberland, een dochter van Ernst August II van Hannover en Thyra van Denemarken.
- Cecilia Augusta Marie (20 september 1886 – 6 mei 1954), gehuwd met de Duitse kroonprins Wilhelm van Pruisen, de oudste zoon van keizer Willem II van Duitsland.

Anastasia had ook een onwettige zoon met Vladimir Alexandrovich Paltov (1874–1944):
- Alexis Louis-Wenden (1902–1976), huwde in 1929 met Paulette Seux (1908–1975) en had twee dochters

Haar echtgenoot stierf in 1897. Zelf overleed ze op 11 maart 1922 op 61-jarige leeftijd te Èze (Nice).